# 于尔约·萨雷拉
于尔约·萨雷拉（芬蘭語：Yrjö Saarela，1884年7月13日—1951年6月30日），芬兰男子摔跤运动员。他曾代表芬兰参加1908年和1912年夏季奥林匹克运动会摔跤比赛，共获得一枚金牌和一枚银牌。